# Tetragnatha tenuis
Tetragnatha tenuis är en spindelart som beskrevs av O. Pickard-Cambridge 1889. Tetragnatha tenuis ingår i släktet sträckkäkspindlar, och familjen käkspindlar. Inga underarter finns listade i Catalogue of Life.